# Günter Kutowski
Günter Kutowski (født 2. august 1965 i Paderborn, Vesttyskland) er en tysk tidligere fodboldspiller (forsvarer).
Kutowski spillede 12 sæsoner for Borussia Dortmund, og var her med til at vinde to tyske mesterskaber og én DFB-Pokal. Senere spillede han også for SC Paderborn i sin fødeby samt for Rot-Weiss Essen.

## Titler
Bundesligaen
- 1995 og 1996 med Borussia Dortmund

DFB-Pokal
- 1989 med Borussia Dortmund